# 에반드루 괴벨
에반드루 괴벨(포르투갈어: Evandro Goebel, 1986년 8월 23일 ~ )는 브라질의 전 축구 선수로 포지션은 공격형 미드필더이다.